# Willem Hendrik de Beaufort (1845-1918)
Willem Hendrik de Beaufort (Leusden, 19 maart 1845 – Den Haag, 2 april 1918) was een Nederlands liberaal politicus. Hij werd geboren op het landgoed Den Treek in Leusden, dat zijn grootvader en naamgenoot uit de Leusderheide had ontgonnen. Het bleef zijn leven lang zijn thuisbasis. Hij stamde uit de patriciaatstak van de familie De Beaufort, een aanzienlijke familie van de Utrechtse Heuvelrug en Gelderse Vallei.

## Onderwijs
De jurist De Beaufort was inspecteur van het onderwijs ('schoolopziener' heette dat in die jaren), toen hij in 1877 als onafhankelijk liberaal de Kamerzetel van Tiel veroverde. In de Tweede Kamer hield hij zich aanvankelijk ook bezig met de onderwijspolitiek en met de waterstaat (hij was ook heemraad in het Eemland). In 1883 verloor hij zijn zetel en ging hij naar de Eerste Kamer.
De Beaufort was een verklaard tegenstander van Abraham Kuyper, de voorman van de confessionelen. Diens schoolstrijd bestreed De Beaufort fel. De Beaufort vond dat onderwijs een staatszaak was. In het liberale tijdschrift De Gids, alsmede in kranten, voerden beide heftige polemische discussies.

## Liberaal leider
Hij keerde al een jaar later terug als afgevaardigde van Amsterdam, wat hij vele termijnen zou blijven. Hoewel geen lid van de Liberale Unie, was hij van 1886 tot 1890 voorzitter van de Liberale Kamerclub. In 1894 braken hij en zijn geestverwanten met het kabinet-Van Tienhoven vanwege de kiesrechtuitbreiding van minister Tak van Poortvliet.

## Ministerschap
Ze gingen verder als Oud- of Vrij-Liberalen, en wonnen de verkiezingen. Tijdens de regering van het Oud-Liberale kabinet-Röell bleef De Beaufort in de Kamer, maar in het vooruitstrevende kabinet-Pierson, kwam hij op buitenlandse zaken. Als minister gaf hij steun aan de wens van de Russische tsaar Nicolaas II, om in Den Haag een vredesconferentie te houden. Hij weerstreefde daarmee de jonge koningin Wilhelmina, die de Nederlandse neutraliteit beter zag gewaarborgd door een sterke defensie dan door internationale conferenties. Het voorzitterschap van de conferentie moest De Beaufort daarom aan de Russische afgevaardigde laten, maar uit erkentelijkheid koos de conferentie hem tot erevoorzitter.
De Beaufort kwam door de conferentie in een lastig parket, doordat Transvaal en Oranje Vrijstaat een uitnodiging wensten. Groot-Brittannië was hier sterk op tegen, vanwege de suzereiniteit van Transvaal. Doordat De Beaufort zwichtte voor Engelse druk werd hij wederom door Abraham Kuyper aangevallen. Een motie van wantrouwen overleefde het kabinet echter.

## Tweede vredesconferentie
Ook na zijn ministerschap bleef De Beaufort de vredespolitiek aanhangen. Hij voerde een felle oppositie tegen de vermeende pro-Duitse houding van het kabinet-Kuyper. In de zomer van 1907 was hij Nederlands delegatieleider op de tweede Vredesconferentie van Den Haag en vicevoorzitter van de conferentie. Ook was hij voorzitter van de voorbereidingscommissie van de derde vredesconferentie, die was voorzien voor 1915 en die nooit werd gehouden. Hij was bestuurslid van de Carnegie Stichting, die het Vredespaleis bouwde en nog steeds beheert.

## Grondwetscommissies
In 1901 was De Beaufort teruggekeerd in de Kamerbankjes. De liberalen vielen uiteen in drie fracties en De Beaufort leidde de zogenaamde Oud-Liberalen, vanaf 1906 georganiseerd in de Bond van Vrije Liberalen.
In 1905 weigerde hij, net als Cort van der Linden en Drucker, om de leiding van een liberaal minderheidskabinet op zich te nemen. De Vrijzinnige formateur Hendrik Goeman Borgesius had er zelf ook geen goesting in en zo moesten ze met zijn allen de politieke brekebeen De Meester overeind houden. Diens kabinet, dat geen meerderheid had in de Eerste en Tweede Kamer, viel echter na ruim twee jaar.
Wel werd De Beaufort voorzitter van een commissie die de gewenste grondwetsherziening moest voorbereiden, exclusief de uitbreiding van het kiesrecht. Gezocht werd naar een formule voor stabiel bestuur bij algemeen kiesrecht. Daarbij werkte De Beaufort aan voorstellen om de indirect gekozen Eerste Kamer grotere macht te geven om besluiten van de Tweede Kamer tegen te houden. In 1906 moest de commissie haar opdracht teruggeven wegens gebrek aan steun van de confessionelen en de sociaaldemocraten.
Van 1910 tot 1912 werkte De Beaufort in opdracht van het confessionele kabinet-Heemskerk opnieuw aan een grondwetsherziening. De voorstellen van dit kabinet waren in 1913 nog niet behandeld, toen bij de algemene verkiezingen links (d.w.z. de niet-confessionelen) weer de meerderheid kreeg.
Hij werd lid van de commissie-Bos, die in de Godsvrede van de Eerste Wereldoorlog een nationaal compromis uitwerkte: gelijkberechtiging van het bijzonder onderwijs in ruil voor algemeen kiesrecht en evenredige vertegenwoordiging.

## Schrijver
Willem de Beaufort was een verdienstelijk schrijver, met name op geschiedkundig en politiek gebied. Hij was lid van de Maatschappij der Nederlandse Letterkunde en van 1876 tot 1893 redacteur van De Gids. Van 1874 tot aan zijn dood in 1918 hield hij een dagboek bij, dat nog in 1993 heruitgegeven is.